# Prossoma

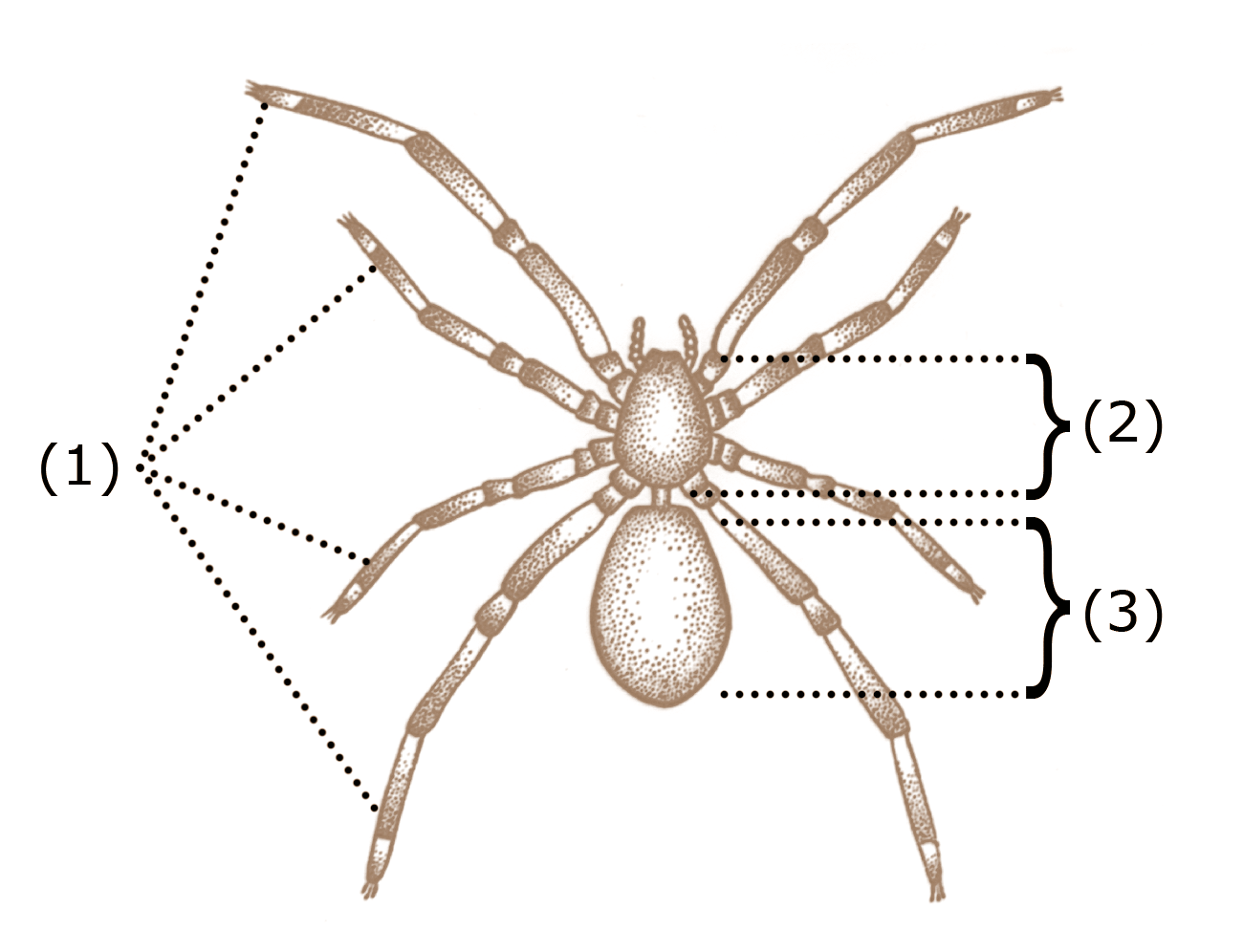
Os aracnídeos têm como caracteres básicos: 4 pares de patas articuladas (1), um corpo dividido em prossoma (2) e opistossoma (3).

Em zoologia, chama-se prossoma o tagma anterior do corpo dos animais do subfilo Chelicerata, ao qual pertencem as aranhas, escorpiões e o límulo. Agrupa os segmentos relativos à cabeça e ao tórax e é onde se encontram os olhos, a boca, e os seis pares de apêndices: um par de quelíceras, um par de pedipalpos e quatro pares de patas.
Na maioria dos quelicerados, os segmentos do prossoma estão fundidos e as suas placas tergais formam uma concha contínua denominada escudo prossomal, conferindo ao prossoma uma estrutura rígida e compacta; No entanto, em alguns grupos, como opiliones e solifugae, os dois últimos segmentos do prossoma são livres. O prossoma apresenta os olhos simples, a boca, as quelíceras, os pedipalpos e quatro pares de patas para andar. O prossoma desempenha, portanto, funções sensoriais e de coordenação, ingestão de alimentos e locomoção.
Segundo Armengol (p. 88):

É praticamente impossível deduzir com certeza, através de elementos externos, quantos e quais os metámeros que constituem o tagma anterior do corpo (prossoma).
Apesar da afirmação categórica acima, o prossoma dos quelicerados tem sido tradicionalmente interpretado como o resultado da fusão da cabeça e do tórax . Entretanto, estudos comparativos recentes de genes homeobox fornecem fortes evidências de que o prossoma seria na verdade a cabeça, e que os quelicerados seriam uma linhagem com sete segmentos cefálicos, em vez dos seis típicos dos mandibulados (crustáceos, miriápodes e hexápodes).